# Maria Adélia Aparecida de Souza
Maria Adélia Aparecida de Souza é uma geógrafa Brasileira, especialista na área de planejamento urbano e regional, professora titular da Universidade de São Paulo.

## Biografia
Durante a graduação em Geografia na Universidade de São Paulo (década de 1960) foi fortemente influenciada por Nice Lecocq Muller no que se refere à geografia urbana; com Pasquale Petrone conheceu o discurso crítico; teve ainda como professores Aroldo de Azevedo, Lea Goldenstein e Aziz Nacib Ab'Saber. Na Universidade de Paris foi aluna de Pierre George e Yves Lacoste. Fez Mestrado sob orientação de Celso Furtado e doutorado na Universidade de Paris; depois voltou para o Brasil onde começou a dar aula na Faculdade de Filosofia, Letras e Ciências Humanas da Universidade de São Paulo. De 1983 até 1986, Souza foi prefeita da Cidade Universitária Armando Salles de Oliveira em São Paulo.
Também foi chefe do Gabinete do Reitor da mesma universidade. Em 1989 tornou-se livre-docente na Faculdade de Filosofia, Letras e Ciências Humanas da Universidade de São Paulo com um trabalho sobre A identidade da metrópole: a verticalização em São Paulo. Foi responsável também por preparar os planos de governo de Paulo Skaf e Gabriel Chalita, atuando também como assessora em suas respectivas campanhas eleitorais ao governo e prefeitura de São Paulo em 2010 e 2012.
Ela é presidente do Instituto de Pesquisa, Informação e Planejamento Territorial, com sede em Campinas, assim como é presidente do Centro de Documentação e Estudos da Cidade de São Paulo (CEDESP).